# Absolute Flash
Absolute Flash es una serie de cómics de superhéroes publicada por DC Comics, basada en el personaje Flash. La serie, escrita por Jeff Lemire e ilustrada por Nick Robles, comenzó a publicarse el 19 de marzo de 2025, como parte del sello Absolute Universe (AU) de DC. Es el cuarto título del Absolute Universe y el primero de la segunda ola de cómics de Absolute, publicados en 2025.

## Premisa
El joven Wally West debe comprender y entrenar con sus poderes. A diferencia de la mayoría de las interpretaciones de Flash, no existe la Fuerza de la Velocidad ni una familia Flash.

## Historia de publicación
Para julio de 2024, Jeff Lemire y Nick Robles fueron asignados para escribir Absolute Flash, parte del sello Absolute Universe de DC Comics. El título fue lanzado en marzo de 2025.
Lemire eligió escribir a Flash debido a la falta de una perspectiva adolescente del catálogo original, por tener un tono más ligero que el resto de títulos de Absolute Universe, además de que Lemire había crecido con Wally y lo favorecía.

## Recepción
Ted Kendrick, escribiendo para Comic Book Resources, alabó el primer número de la serie por sentar las bases para reinterpretación única del personaje de Wally West, manteniendo aún así los elementos que hacen especial al personaje, como la presencia de Barry Allen como su mentor y los elementos de ciencia ficción.
Por su parte, William Tucker, escribiendo una reseña del segundo número para el sitio web But Why Tho?, describió el cómic como «caótico pero fácil de seguir», destacando el arte del título, que consideró fantástico, y el diseño de personajes.